# Дочери Салпаадовы

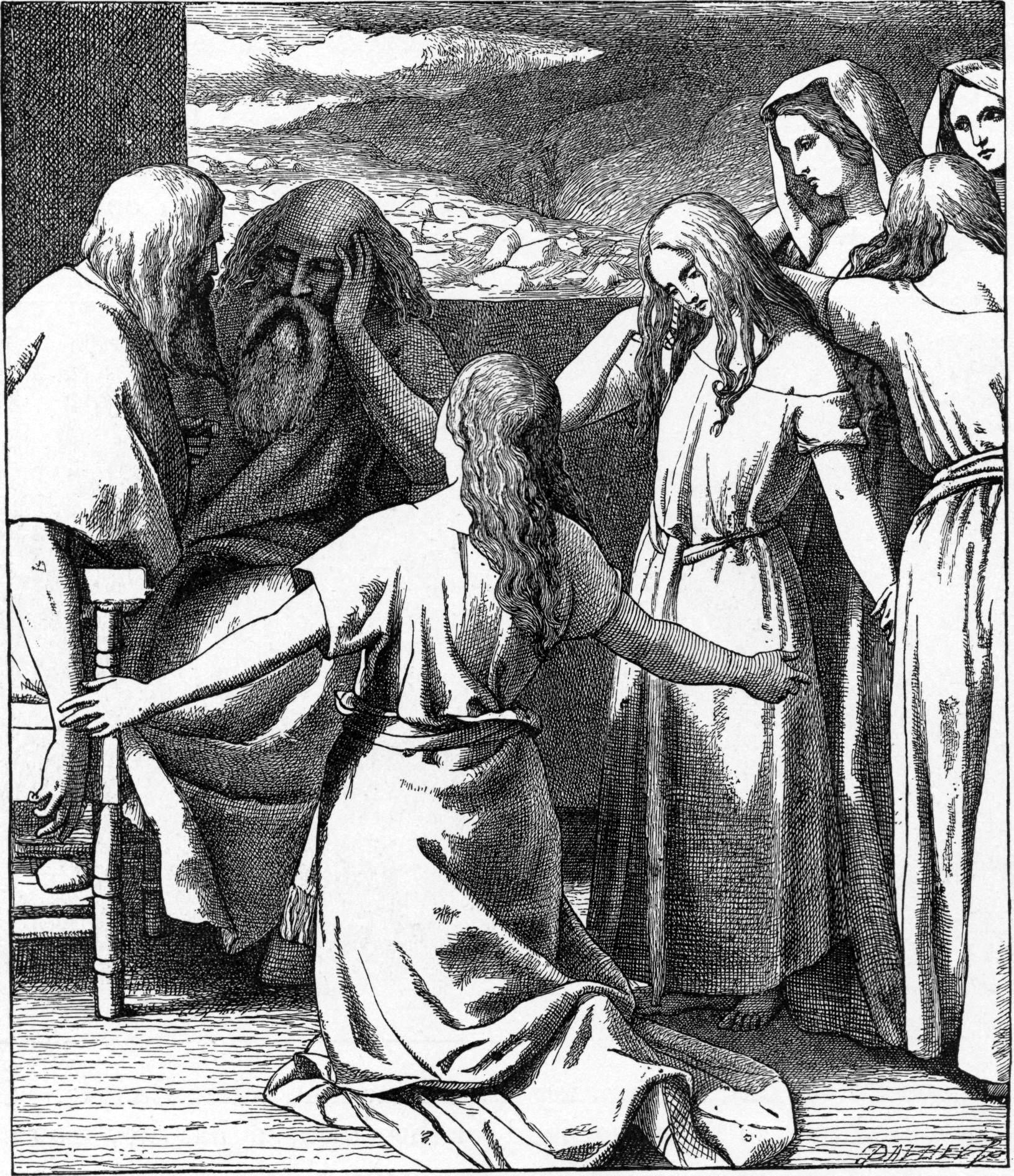

Дочери Салпаадовы (др.-евр. בְּנוֹת צְלָפְחָד‬) — пять дочерей Салпаада (Цлофхада), носившие имена Махла (מחלה), Ноа (נֹועָה, נֹעָה), Хогла (חָגְלָה), Милка (מילכה) и Фирца (Тирза, Тирца, תִרְצָה).
Стали прецедентом, заставившим израильскую общину ответить на вопрос о праве и обязанности женщины наследовать имущество при отсутствии наследника мужского пола в семье.

## ВКниге Чисел

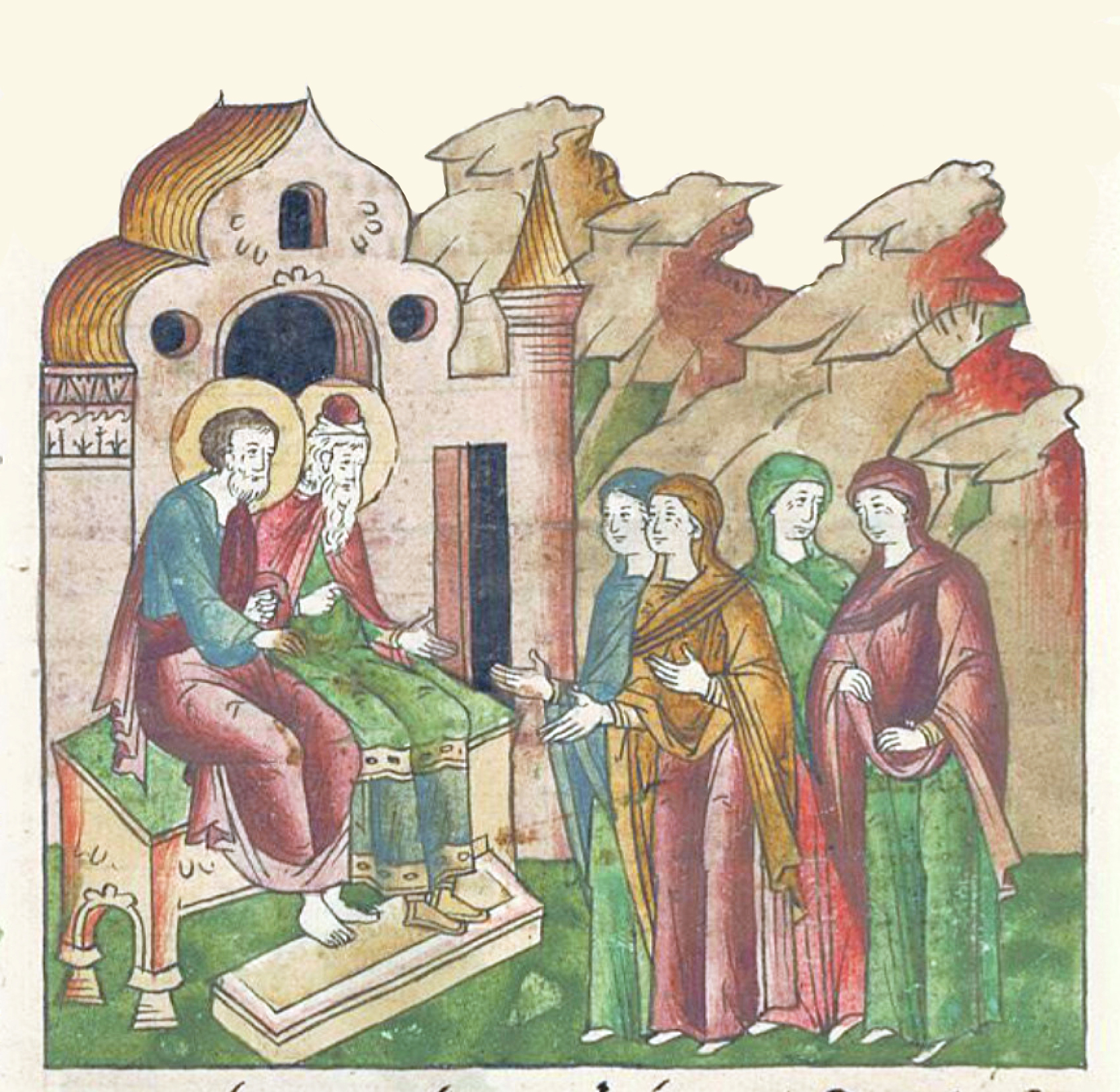

Дочери Салпаада, сына Хеферова, сына Галаадова, сына Махирова, сына Манассиина, сына Иосифа. Их отец скончался во время 40-летнего блуждания Исхода. Причины его смерти отдельно обсуждаются толкователями.
Согласно Библии (Чис. 26:33, 27:1—11, 36:1—11), их отец умер, не оставив сыновей. Поэтому сестры обратились к Моисею, благодаря чему у иудеев появилось право наследования по женской линии. Положительное решение Моисея было сопряжено с необходимостью выйти замуж за представителя того же колена (Чис. 36:1-11), то есть совершить йибум.

## Прочее
Согласно агаде, Салпаад и его отец Хефер были среди тех, которые вышли из Египта, и поэтому каждый из них должен был получить удел в Израиле. Салпаад, как первородный, имел право на две доли в отцовском наследии; дочери Салпаада поэтому получили три удела в Израиле: дедовский и двойной отцовский.
Шолом-Алейхем упоминает вопрос для проверки знаний домашнего учителя: «Что говорит Раши о дочерях Цлофхада?» (что все были праведницы).
В еврейской традиции дочери Салпаада приводятся как образец любви к Земле Израиля, поскольку они потребовали от Моисея изменить процесс наследования и получения удела в Земле Израиля в пользу дочерей. В современном обществе история дочерей приобретает и феминистический смысл, поскольку даёт пример женской самостоятельности и инициативности.
В честь Фирцы назван астероид (267) Тирза, открытый в 1887 году.
Существует стихотворение Уильяма Блейка под названием «К Тирзе», где Тирза объединяет в себе как персонажа дочери, так и город Фирца, упомянутый в Библии.